# معركة بلجيكا
معركة بلجيكا (بالإنجليزية: Battle of Belgium)‏ هي معركة نشبت في 10 مايو 1940 بين ألمانيا النازية ضد كل من بلجيكا وفرنسا ولوكسمبورغ والمملكة المتحدة وهولندا، انتهت المعركة في 28 مايو 1940. كانت نتيجتها انتصار حاسم لألمانيا.
في 10 مايو 1940، غزت ألمانيا لوكسمبورغ وهولندا وبلجيكا بموجب خطة فال جيلب (العملية الصفراء). حاولت جيوش الحلفاء إيقاف الجيش الألماني في بلجيكا، على اعتبار أنها الهدف الألماني الرئيسي. بعد أن التزم الفرنسيون التزامًا كاملًا بإرسال أفضل جيوش الحلفاء إلى بلجيكا في الفترة ما بين 10 و 12 مايو، أصدر الألمان المرحلة الثانية من عمليتهم، الاختراق أو المنجل المقطوع عبر آردين، وتقدموا نحو القناة الإنجليزية. وصل الجيش الألماني (هير) إلى القناة بعد خمسة أيام، وحاصر جيوش الحلفاء. قلّص الألمان تدريجيًا جيب قوات الحلفاء وأجبروهم على العودة إلى البحر. استسلم الجيش البلجيكي في 28 مايو 1940، وانتهت المعركة.
حدثت في معركة بلجيكا أول معركة بالدبابات في الحرب، وهي معركة هانوت. كانت أكبر معركة بالدبابات في التاريخ في ذلك الوقت ولكن تفوّقت عليها في وقت لاحق معارك حملة شمال أفريقيا والجبهة الشرقية. تضمنت المعركة أيضًا معركة حصن ابن إميل، وهي أول عملية إستراتيجية مجوقلة تستخدم سلاح المظلات.
ذكر التاريخ الرسمي الألماني أنه خلال الأيام الثمانية عشر من القتال المرير كان الجيش البلجيكي خصمًا شديدًا، وتحدث عن «الشجاعة الاستثنائية» لجنوده. أجبر الانهيار البلجيكي انسحاب الحلفاء من أوروبا القارية. أخلت البحرية الملكية البريطانية في وقت لاحق الموانئ البلجيكية في عملية دينامو، ما أتاح لقوات الحملة البريطانية (BEF) إلى جانب العديد من الجنود البلجيكيين والفرنسيين الفرار من الأسر ومواصلة العمليات العسكرية. توصلت فرنسا إلى هدنة مع ألمانيا في يونيو 1940. احتل الألمان بلجيكا حتى خريف عام 1944، عندما حرّرها الحلفاء الغربيون.

## خطط ما قبل المعركة

### حلفاء بلجيكا المنهكون
واجهت إستراتيجية الدفاع البلجيكية ضد العدوان الألماني بعض المشاكل السياسية والعسكرية. فيما يتعلق بالاستراتيجية العسكرية، لم يكن البلجيكيون راغبين في المجازفة بكل شيء في الدفاع الخطي عن الحدود البلجيكية الألمانية، امتدادًا لخط ماجينو. مثل هذه الحركة ستجعل البلجيكيين عرضة للهجوم الألماني من الخلف، من خلال الهجوم على هولندا. تعتمد هذه الاستراتيجية أيضًا على الفرنسيين للتحرّك بسرعة إلى بلجيكا ودعم الحامية هناك.
من الناحية السياسية، لم يثق البلجيكيون بالفرنسيين. اقترح المارشال فيليب بيتان توجيه ضربة فرنسية على منطقة الرور الألمانية باستخدام بلجيكا منصة انطلاق في أكتوبر 1930 ومرة أخرى في يناير عام 1933. خشيت بلجيكا من أن تدخل في حرب، وسعت إلى تجنب هذا الاحتمال. خشي البلجيكيون أيضًا من الدخول في حرب نتيجة للميثاق الفرنسي السوفيتي في مايو 1935. نصّ الاتفاق الفرنسي البلجيكي على قيام بلجيكا بالتعبئة إذا قام الألمان بذلك، لكن لم يكن واضحًا ما إذا كان سيتعيّن على بلجيكا التعبئة في حال حدوث غزو ألمانيٍّ على بولندا.
فضّل البلجيكيون التحالف مع المملكة المتحدة. دخل البريطانيون الحرب العالمية الأولى ردًا على انتهاك ألمانيا للحياد البلجيكي، إذ وفّرت موانئ القناة البلجيكية قواعد ذات أهمية للبحرية الإمبراطورية الألمانية، كان هذا الهجوم سيؤمن للكريغسمارينه الألمانية وقواعد لوفتفافه الانخراط في عمليات هجومية إستراتيجية ضد المملكة المتحدة في الصراع القادم. لكن الحكومة البريطانية أولت القليل من الاهتمام لمخاوف البلجيكيين. عدم وجود هذا الالتزام كفل انسحاب بلجيكا من التحالف الغربي، قبل يوم من إعادة تسليح راينلاند. إن عدم وجود معارضة لإعادة التسليح أقنع البلجيكيين بأن فرنسا وبريطانيا ليستا مستعدتين للقتال من أجل مصالحهما الاستراتيجية الخاصة، ناهيك عن مصالح بلجيكا. لكن هيئة أركان الحرب البلجيكية كانت مصممة على القتال من أجل مصالحها الخاصة، وحدها إذا لزم الأمر.